# John Bull

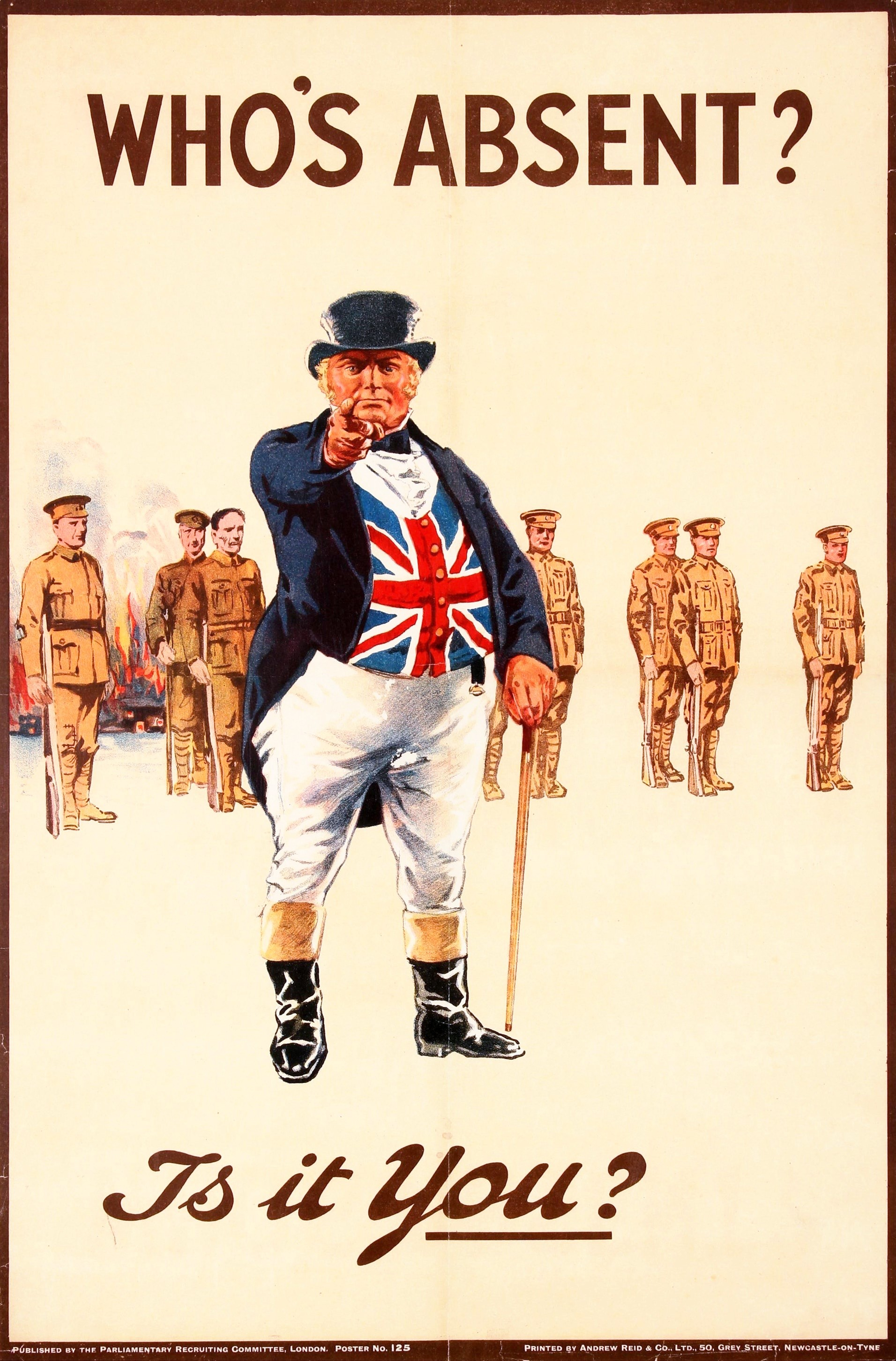
Cartel de reclutamiento de la Primera Guerra Mundial.

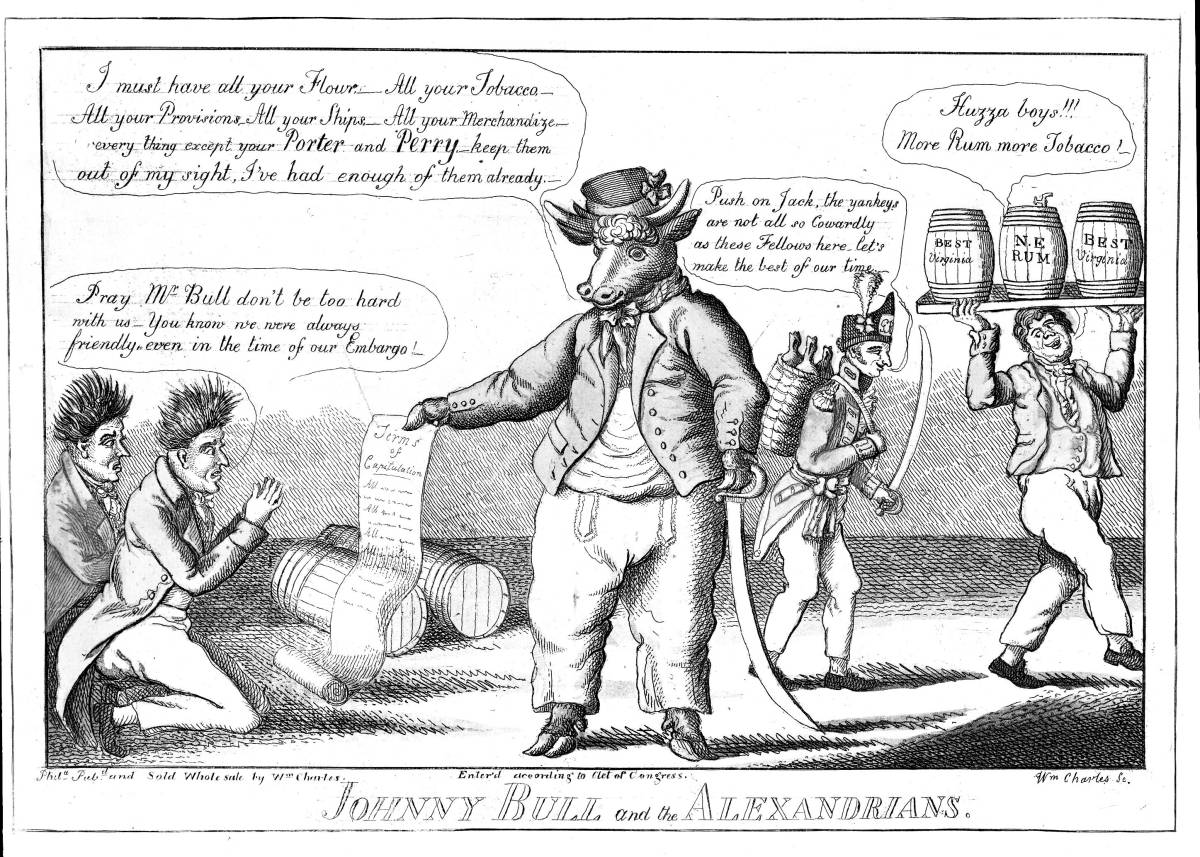
Una antigua imagen de John Bull, en la que se lo representa como un toro de aspecto humanizado.

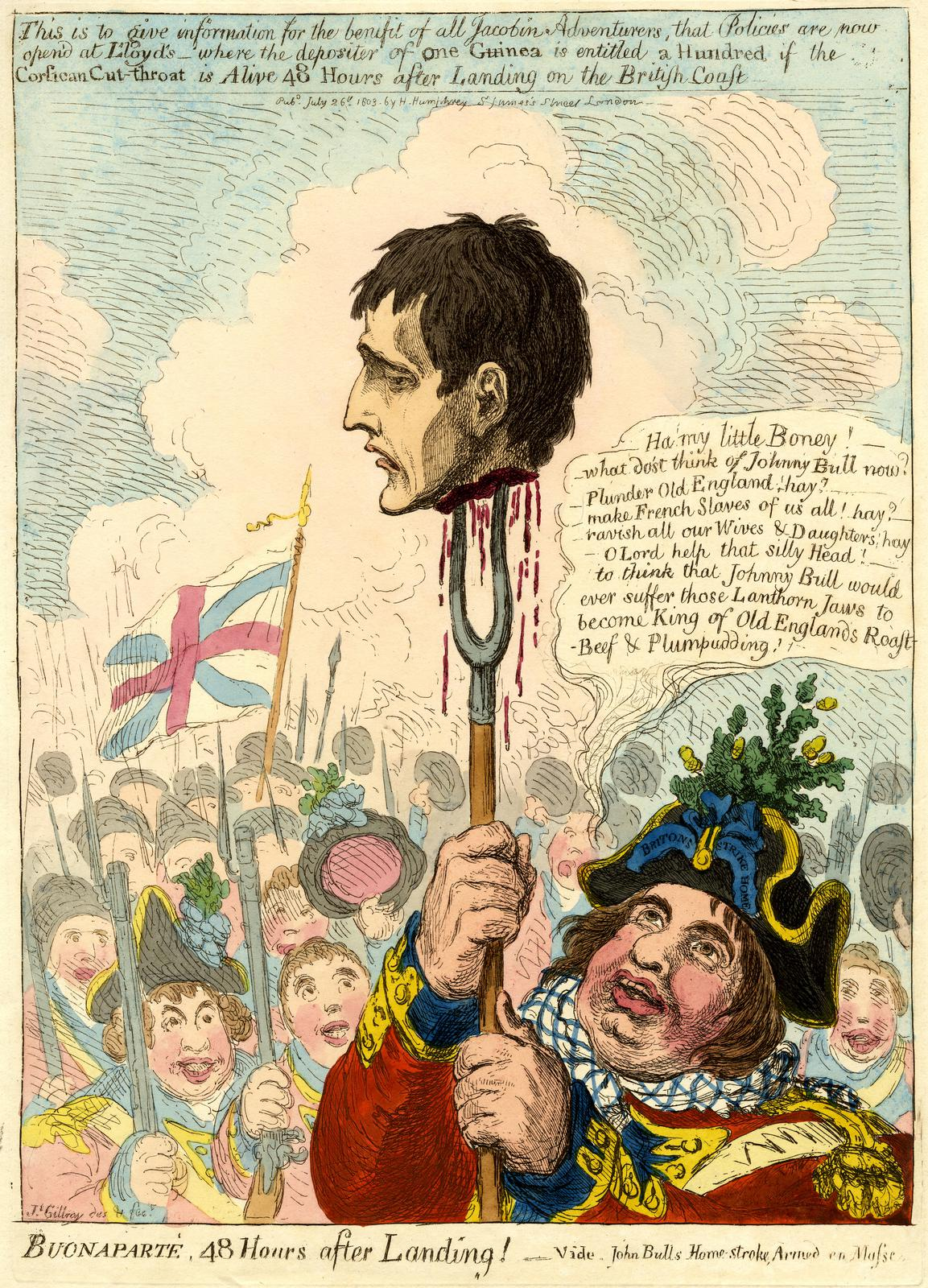
John Bull clava la cabeza de Napoleón Bonaparte en una horca, caricatura de 1803, obra de James Gillray.

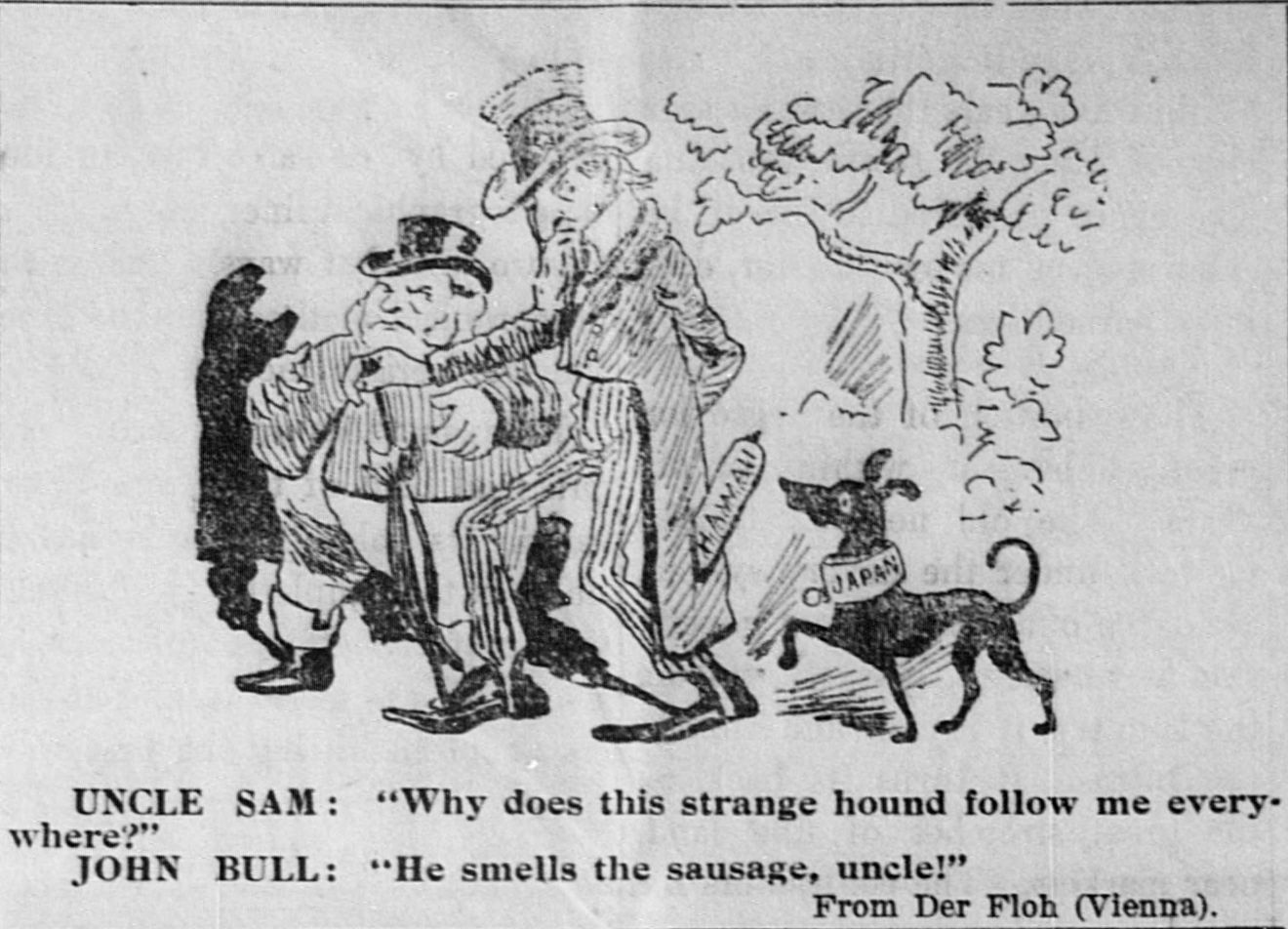
Una caricatura editorial de 1897 con John Bull, el Tío Sam, y un perro que simboliza al Japón, publicada por el periódico The Hawaiian Gazette. «El perro sigue la salchicha "Hawái" en el bolsillo del tío Sam».

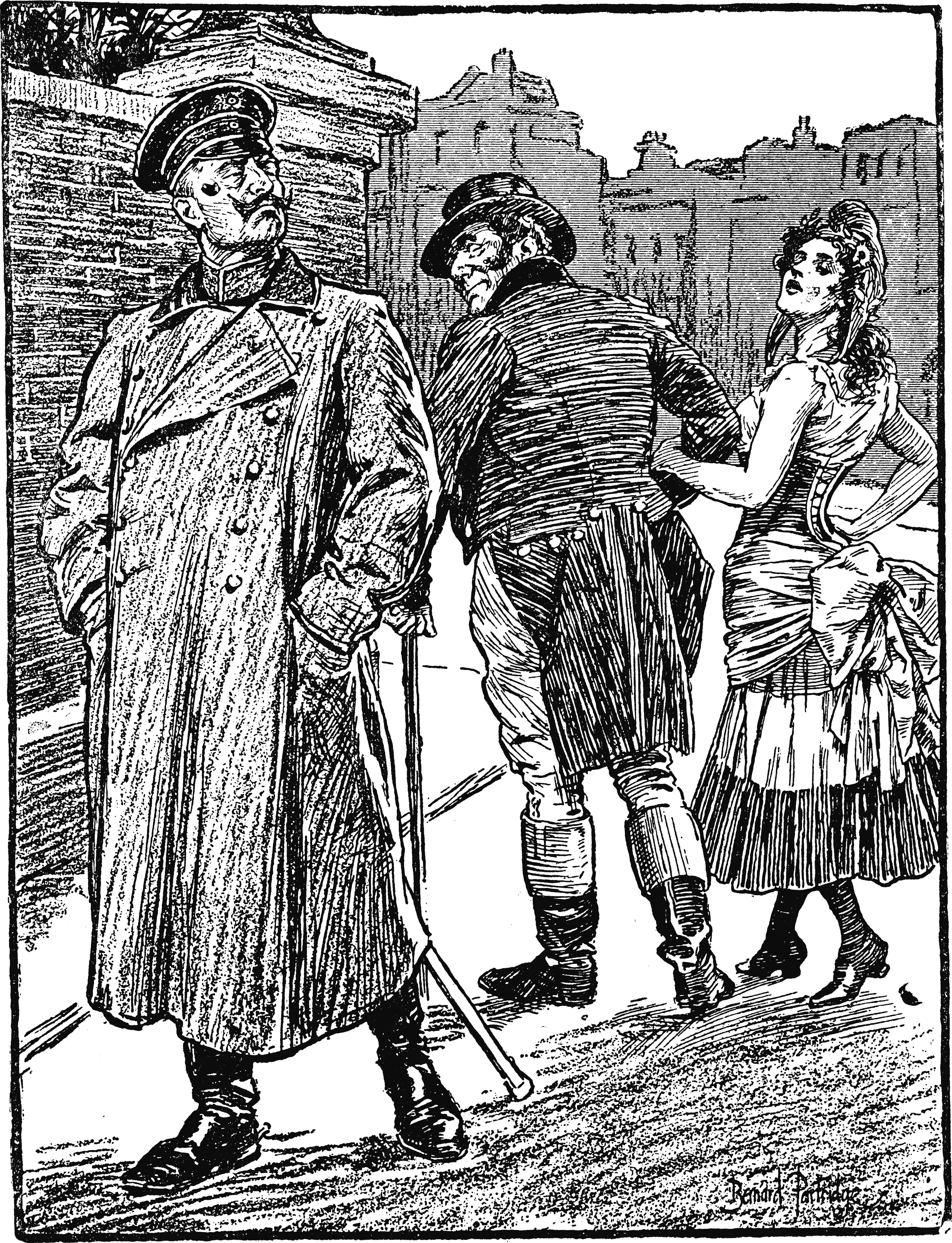
Caricatura británica de 1904, que comenta la Entente Cordiale: John Bull se marcha con Marianne, dándole la espalda al Káiser Guillermo II.

John Bull es una personificación nacional del Reino Unido en general, y de Inglaterra en particular. Protagonizó numerosas caricaturas políticas y trabajos gráficos similares desde su aparición al principio del siglo XVIII hasta comienzos del siglo XX, cuando fue progresivamente sustituido por otras representaciones alegóricas de los británicos que se hicieron cada vez más populares. Por lo general, se le representa como un hombre robusto, de mediana edad, que vive en el campo, alegre, práctico y poco emotivo.

## Origen
John Bull se originó como un personaje satírico creado por el Dr. John Arbuthnot, un amigo de Jonathan Swift y Alexander Pope. Bull apareció por primera vez en 1712 en el folleto de Arbuthnot "Law is a Bottomless Pit" (La ley es un pozo sin fondo). El mismo año Arbuthnot publicó una narración política en cuatro partes, titulada "La historia de John Bull". En este relato satírico de la Guerra de sucesión española (1713-1715), John Bull presenta una demanda contra varios personajes, alegorías de los reyes de Francia ("Louis Baboon") y de España ("Lord Strutt"), así como a instituciones tanto extranjeras como nacionales.
William Hogarth y otros escritores británicos hicieron de Bull, originalmente ridiculizado, "un arquetipo heroico del inglés". Más adelante, la figura de Bull fue difundida en el extranjero por ilustradores y escritores como el dibujante estadounidense Thomas Nast y el escritor irlandés George Bernard Shaw, autor de John Bull's Other Island.
A partir de la década de 1760, Bull fue retratado como un habitante rural de Inglaterra. Casi siempre se le representaba con un chaleco de color beige y una levita sencilla (antiguamente de color azul marino, pero en dibujos más recientes con los colores la Bandera Británica). Alegoría de Britania, también se ha usado como alternativa a la figura de un león en algunas caricaturas.
Como figura literaria, John Bull es un personaje bien intencionado, algo frustrado, lleno de sentido común y representativo por completo del habitante promedio de su país nativo. A diferencia del Tío Sam (posterior alegoría de los Estados Unidos), no es un símbolo de autoridad, sino más bien un hombre común que prefiere su vaso de cerveza y su paz doméstica, sin poder patriarcal ni desafíos heroicos. John Arbuthnot le proporcionó una hermana llamada Peg (Escocia), y un adversario tradicional en Louis Baboon (la Casa de Borbón en Francia). Peg continuó en el arte pictórico más allá del siglo XVIII, pero las otras figuras asociadas con el relato original desaparecieron. El mismo John Bull continuó figurando con frecuencia como un símbolo nacional en carteles y dibujos animados, especialmente en la época de la Primera Guerra Mundial.

## Representación
Bull generalmente se representa como un hombre robusto vestido con una levita y un calzón de color claro, y tocado con un sombrero de copa baja, que indica su pertenencia a la clase media. Durante el período georgiano, su chaleco era de color rojo como su levita, que también podía ser del color azul de la casa real, lo que, junto con sus calzas blancas o de ante, hacen referencia en mayor o menor medida al esquema cromático "azul y ante" utilizado por los partidarios de la política Whig, que era parte de lo que John Arbuthnot deseaba burlarse cuando creó y diseñó el personaje. Sin embargo, en el siglo XX, su chaleco casi siempre representa una bandera británica, y su abrigo es generalmente azul oscuro (sin embargo, el aspecto de su vestimenta aún sigue reflejando el estilo de la moda del periodo de Regencia, entre 1795 y 1820). También usa un sombrero de copa baja (a veces llamado en inglés John Bull topper) y a menudo va acompañado de un bulldog.
John Bull se ha utilizado en una gran variedad de campañas publicitarias diferentes a lo largo de los años, y es una presencia común en las caricaturas editoriales británicas del siglo XIX y principios del XX.
Washington Irving lo describió en su capítulo titulado "John Bull" de "The Sketch Book":

"... [Un] tipo simple, de una pieza, flemático, con mucha menos poesía sobre su persona que prosa florida. Hay poco de romántico en su personalidad, pero posee una gran cantidad de un fuerte sentimiento natural. Sobresale en el humor más que en el ingenio; está contento en lugar de alegre; melancólico en lugar de malhumorado; puede ser fácilmente motivado para derramar una lágrima repentina o sorprendido en una amplia risotada; pero detesta el sentimentalismo y no tiene entre sus hábitos la más mínima cortesía. Es una bendición de compañero, si comprendes su sentido del humor y le permites hablar de sí mismo; y se mantendrá junto a un amigo en una disputa arriesgando la vida y su fortuna, por muy sonoramente que pudiera ser aporreado".

La imagen caricaturesca de John Bull, robusto, macizo, conservador y bien intencionado, vestido con los colores de su país como un escudero, a veces explícitamente contrastado con el sans culottes Jacobino revolucionario francés, fue desarrollada alrededor de 1790 por artistas británicos satíricos como James Gillray, Thomas Rowlandson y George Cruikshank. 
Una personificación nacional anterior fue Sir Roger de Coverley, que apareció por primera vez en una edición de 1711 de The Spectator.
Una representación más negativa de John Bull se produjo en las caricaturas dibujadas por el periodista nacionalista egipcio Yaqub Sanu, en su popular periódico clandestino "Abu-Naddara Zarqa" a fines del siglo XIX y principios del XX. Las caricaturas de Sanu representaban a John Bull como un hombre grosero, matón, borracho e ignorante, que abusaba de los egipcios comunes mientras robaba todas las riquezas de Egipto. Gran parte del humor de Sanu giraba en torno al alcoholismo de John Bull, sus burdas groserías, su ignorancia sobre prácticamente todo excepto el alcohol, y su incapacidad para hablar correctamente el francés (el idioma de la élite egipcia), que John Bull destrozaba hilarantemente, a diferencia de los personajes egipcios que hablaban un francés correcto.
A principios del siglo XX, John Bull empezó a dejar de ser visto como representativo del "hombre común", y durante la Primera Guerra Mundial, esta función fue asumida en gran medida por la figura de Tommy Atkins. Según Alison Light, durante el período de entreguerras, Gran Bretaña abandonó "la retórica pública ... heroica del destino nacional" en favor de "un inglés menos imperial y más interno, más doméstico y más privado". En consecuencia, John Bull fue gradualmente reemplazado como la personificación de la nación, por Little Man (literalmente, Hombrecillo), un personaje creado por el dibujante Sidney Strube con el perfil de un sufrido habitante de los suburbios de clase media baja. Algunos vieron la sustitución de John Bull por Little Man como un símbolo del declive británico posterior a la Primera Guerra Mundial. El poema de 1937 de Wystan Hugh Auden "Carta a Lord Byron" comparaba favorablemente a John Bull frente a Little Man. Auden escribió:

Ask the cartoonist first, for he knows best.
Where is the John Bull of the good old days,
The swaggering bully with the clumsy jest?
His meaty neck has long been laid to rest,
His acres of self-confidence for sale;
He passed away at Ypres and Passchendaele.

Pregúntale primero al dibujante, porque él lo sabe mejor.
¿Dónde está el John Bull de los viejos tiempos,
El bravucón arrogante de la broma torpe?
Su cuello carnoso ha sido enterrado durante mucho tiempo,
Sus acres de confianza en sí mismo puestos a la venta;
Falleció en Ypres y en Passchendaele.

El apellido de John Bull también recuerda la supuesta afición de los ingleses por la carne de res, con el popular asado Roast Beef of Old England, reflejado en el apodo francés para los ingleses, les rosbifs. También recuerda al animal, y esta es la razón por la que Bull es retratado como "viril, fuerte y terco", como un toro.
En 1966, The Times, criticando al gobierno Unionista de Irlanda del Norte, calificó a la región como "barrio marginal político de John Bull".

## En la literatura

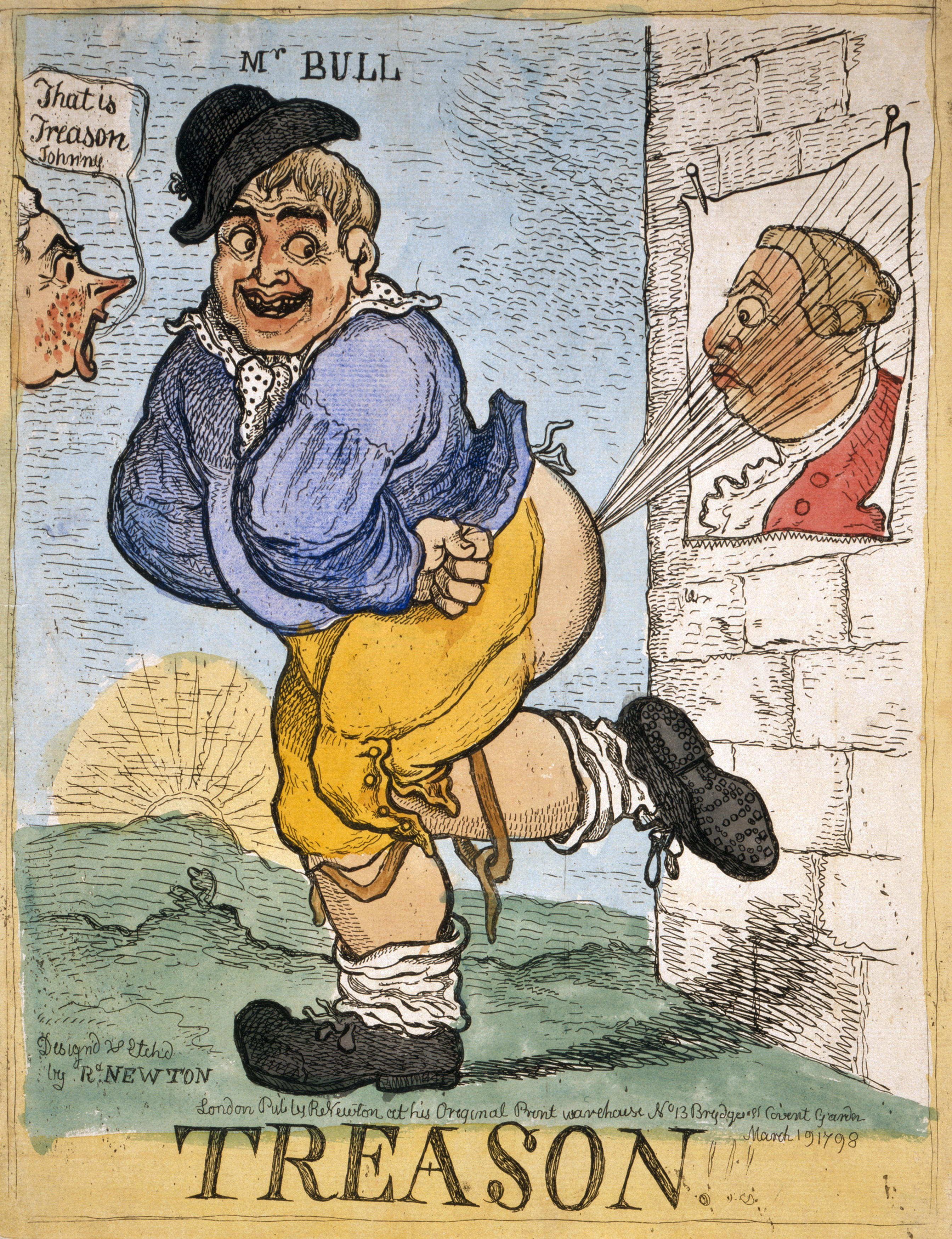
Caricatura en la que se observa a John Bull expeliendo una flatulencia sobre un cartel con el retrato de Jorge III del Reino Unido. Obra de Richard Newton.

- Se hace referencia a un inglés típico como John Bull en el relato de Margaret Fuller titulado Summer on the Lakes, in 1843. En el Capítulo 2, se dice: "Los libros de viajes de Murray que leí, me encantaron por su precisión y su contenido amplio y claro. Es el único inglés que parece haber atravesado estas regiones, como hombre, simplemente, no como John Bull".

- En la novela La isla misteriosa de Julio Verne, un personaje llama a algunos adversarios invisibles "¡Hijos de John Bull!", y se añade que: "Cuando Pencroft, siendo yanqui, trataba a cualquiera con el epíteto de 'hijo de John Bull', consideraba que había alcanzado los últimos límites del insulto."[13]

- En otra de las novelas de Verne, La vuelta al mundo en ochenta días, un coronel estadounidense se refiere al protagonista inglés como "un hijo de John Bull".[14]

- Es citado en el libro Estampas Egipcias de José Maria Eça de Queirós (Portugal 1845). En la última parte del libro "Los Ingleses en Egipto", nombra a menudo a John Bull como ejemplo de la actuación del ejército inglés en la guerra contra Egipto.

## En la cultura popular
- El cantante David Bowie llevaba un abrigo al estilo de Bull.[2]

- Algunas imágenes de John Bull aparecen en el primer volumen de The League of Extraordinary Gentlemen (publicado en España con el título de La liga de los hombres extraordinarios y en Hispanoamérica como La liga extraordinaria) de Alan Moore y Kevin O'Neill. John Bull es visible en la ilustración que acompaña al prólogo; en una caja de fósforos en la primera página del cómic; y en persona en la parte inferior del panel final.

- En el anime japonés Hellsing Ultimate, Alucard se refiere a Walter, el mayordomo de la familia Hellsing, como "John Bull" en algunas ocasiones, a menudo con tono de burla.

- En el anime japonés Yōjo Senki, el personaje principal Tanya Degurechaff hace referencia a soldados del Reino Aliado (un análogo ficticio del Reino Unido) como John Bulls.

- En la película de Clint Eastwood Unforgiven, un personaje con el apodo de "English Bob" (interpretado por Richard Harris) se llama burlonamente "John Bull".